# Erik Svensson
Pour les articles homonymes, voir Svensson.
Erik Svensson (né le 10 septembre 1903 et mort le 22 septembre 1986) est un athlète suédois spécialiste du triple saut. 

## Carrière
En 1932, il remporte la médaille d'argent du triple saut lors des Jeux olympiques d'été de Los Angeles, derrière le Japonais Chuhei Nambu. Il se classera également quatrième au saut en longueur, échouant à quatre centimètres du podium.
En 1934, il devient vice-champion d'Europe du triple saut, le titre revenant au Néerlandais Willem Peters.

## Palmarès
| Année | Compétition           | Lieu        | Résultat | Épreuve          | Performance |
| ----- | --------------------- | ----------- | -------- | ---------------- | ----------- |
| 1932  | Jeux olympiques       | Los Angeles | 4e       | Saut en longueur | 7,41 m      |
| 1932  | Jeux olympiques       | Los Angeles | 2e       | Triple saut      | 15,32 m     |
| 1934  | Championnats d'Europe | Turin       | 2e       | Triple saut      | 14,83 m     |